# إبراهام أوكيري
إبراهام أوكيري (بالإنجليزية: Abraham Okyere)‏ هو لاعب كرة قدم غاني، ولد في 6 يوليو 2002.

## وصلات خارجية
- إبراهام أوكيري على موقع قاعدة بيانات كرة القدم.إي يو (الإنجليزية)
- إبراهام أوكيري على موقع Soccerway.com (الإنجليزية)
- إبراهام أوكيري على موقع GSA (الإنجليزية)